# Gheria
Gheria, auch Gheriah, war ein kleines indisches Längenmaß.
- 1 Gheria = 5 Zentimeter

## Anmerkung
1. ↑  Anmerkung: Der Zweitname ist nicht mit dem Maß gleichen Namens zu verwechseln.